# 인간면역결핍 바이러스 관련 신장병증
인간면역결핍 바이러스 관련 신장병증 (HIVAN, HIV-associated nephropathy)은 후천면역결핍증후군을 유발하는 인간면역결핍 바이러스 감염에 수반하여 진행하는 콩팥병이다. 주로 국소분절성토리굳음증(FSGS, focal segmental glomerulosclerosis)으로 진행하나, 다른 양상의 콩팥병으로 진행할 수도 있다. 기저의 조직학적 특성과 상관없이, HIV 양성 환자의 콩팥병은 사망 위험 증가와 연관된다.

## 병리
네프론(nephron)의 모든 구성요소에서 비정상적인 조직학이 관찰된다. 국소분절성토리굳음증으로 빠르게 진행하며, 발세포(podocyte)의 증식과 과형성으로 인해 사구체가 붕괴된다. 고활성 항바이러스 요법(highly active anti-retroviral therapy, 이하 HAART 요법) 등장 이전까지는 만성신부전으로의 진행이 빠르고 예후가 불량했으나, 치료법 등장 이후로 예후가 극적으로 개선되었다.

## 치료
현재 HAART 요법으로 HIV 감염을 조절함과 함께, 스테로이드제나 ACEI를 이용해 HIVAN의 진행을 막고 신장 기능을 개선한다. 스테로이드제는 HIVAN 환자의 신장 기능에 유익한 효과를 나타내는 것으로 밝혀졌다. 또한, ACE 억제제는 신장 보호 효과를 나타내어 신장의 생존을 연장하였다.